# Бунятян, Ментор Абрамович
Ментор Абрамович Бунятян (арм. Մենտոր Աբրահամի Բունիաթյան, нем. Mentor Bouniatian; 9 (22) января 1877 — 31 января 1969) — немецкий и французский экономист, деятель русской и армянской эмиграции.

## Биография
Бунятян родился в селе Цхна Нахичеванского уезда. В 1895 году он окончил гимназию в Тифлисе. Высшее образование получал в университетах Германии. В 1903 году в Мюнхенском университете защитил докторскую диссертацию на тему «История экономических кризисов в Англии, 1640—1840», руководителями исследования выступили Луйо Брентано и Вальтер Лотц. Из Мюнхена учёный переехал в Москву, после возвращения в Россию преподавал на кафедре политэкономии и статистики юридического факультета Московского университета. В 1915 году в Москве была издана книга Бунятяна «Экономические кризисы», ставшая единственной прижизненной публикацией учёного в России. В 1917 году Бунятян уехал в Тифлис, где состоял профессором Политехнического института и работал управляющим Купеческого банка.
В 1918 году учёный консультировал армянскую делегацию на мирной конференции в Батуме. В 1920 году в составе армянской делегации Бунятян отправился на Парижскую мирную конференцию, после завершения которой остался во Франции. В эмиграции продолжал заниматься наукой, с 1922 года входил в правление Русской академической группы, где работал вместе с П. Струве, Б. Ижболдиным и М. Бернацким. С 1925 по 1940 год Бунятян преподавал на юридическом факультете Парижского университета, где совместно с Алексеем Анцыферовым руководил семинаром по теории политэкономии и статистики, в 1930-е также преподавал экономические дисциплины в Русском высшем техническом институте. C 1945 по 1952 год учёный возглавлял Центральный офис армянских беженцев, созданный по инициативе французских властей. В 1969 году умер в Монморанси.
Состоял членом Академии политической науки, Американской экономической ассоциации, Общества политической экономии, Эконометрического общества.

## Вклад в науку
По оценке энциклопедии «Новый Палгрейв», основной вклад Бунятяна в экономическую науку был сделан в «Исследовании по теории и истории экономических кризисов», изданном в Германии в 1908 (по другим данным — 1907) году. Сочетание теоретического и исторического подходов, представленное в этой книге, сближает её с работой М. И. Туган-Барановского «Промышленные кризисы в современной Англии» (1984), построенной на аналогичном историческом материале. Однако между теоретическими взглядами двух экономистов существовало значительное различие: тогда так Туган-Барановский стоял на позициях объективной теории ценности, Бунятян строил теорию экономических кризисов на маржиналистском подходе, основываясь на теории ценности австрийской школы.